# بعوضة بسيطة
بعوضة بسيطة (الاسم العلمي:Culex modestus) هي نوع من الحشرات تتبع جنس البعوضة من الفصيلة البعوضيات.